# 7,92 × 33 mm
Die 7,92 × 33 mm Kurz (auch als Pistolenpatrone 43 bekannt) wurde speziell für den deutschen Maschinenkarabiner 42 entwickelt, welcher später zum Sturmgewehr 44 weiterentwickelt wurde. Die 7,92 × 33 mm wurde als Kompromiss zwischen der Gewehrmunition 7,92 × 57 mm und der 9 × 19-mm-Pistolenmunition konzipiert, was auch der Name Mittelpatrone verdeutlicht.

## Geschichte
Die vom Heereswaffenamt (HWA) in Auftrag gegebene Entwicklung einer neuen Infanteriewaffe begann mit der Entwicklung einer Patrone mit reduzierter Leistung, die auf Entfernungen von bis zu 1000 Metern wirksam sein sollte. Das HWA richtete seine Aufmerksamkeit auf die Magdeburger Patronenfabrik Polte, in der 1938 eine Patrone im Kaliber 7,92 × 30 mm entworfen wurde, die ein 3,7 Gramm schweres Geschoss besaß, das eine hohe Mündungsgeschwindigkeit entwickelte. Als Folge des Vertrages zwischen Polte und der Heeresführung wurden zahlreiche Versuche mit kurzen 7,92-mm-Patronen durchgeführt, die 1941 in der Entwicklung einer Patrone im Kaliber 7,92 × 33 mm mit einem 8,2 g schweren Geschoss und einer Mündungsgeschwindigkeit von 694 m/s endeten.
Die ursprünglichen, schon seit 1923 bestehenden Anforderungen an eine Waffe für derartige Mittelpatronen wurden nach Forschungen von 1935 bis 1937 überarbeitet, und so stand 1938 das Konzept für eine leichte automatische Waffe, die den Karabiner, die Maschinenpistole sowie teilweise das MG ersetzen sollte.

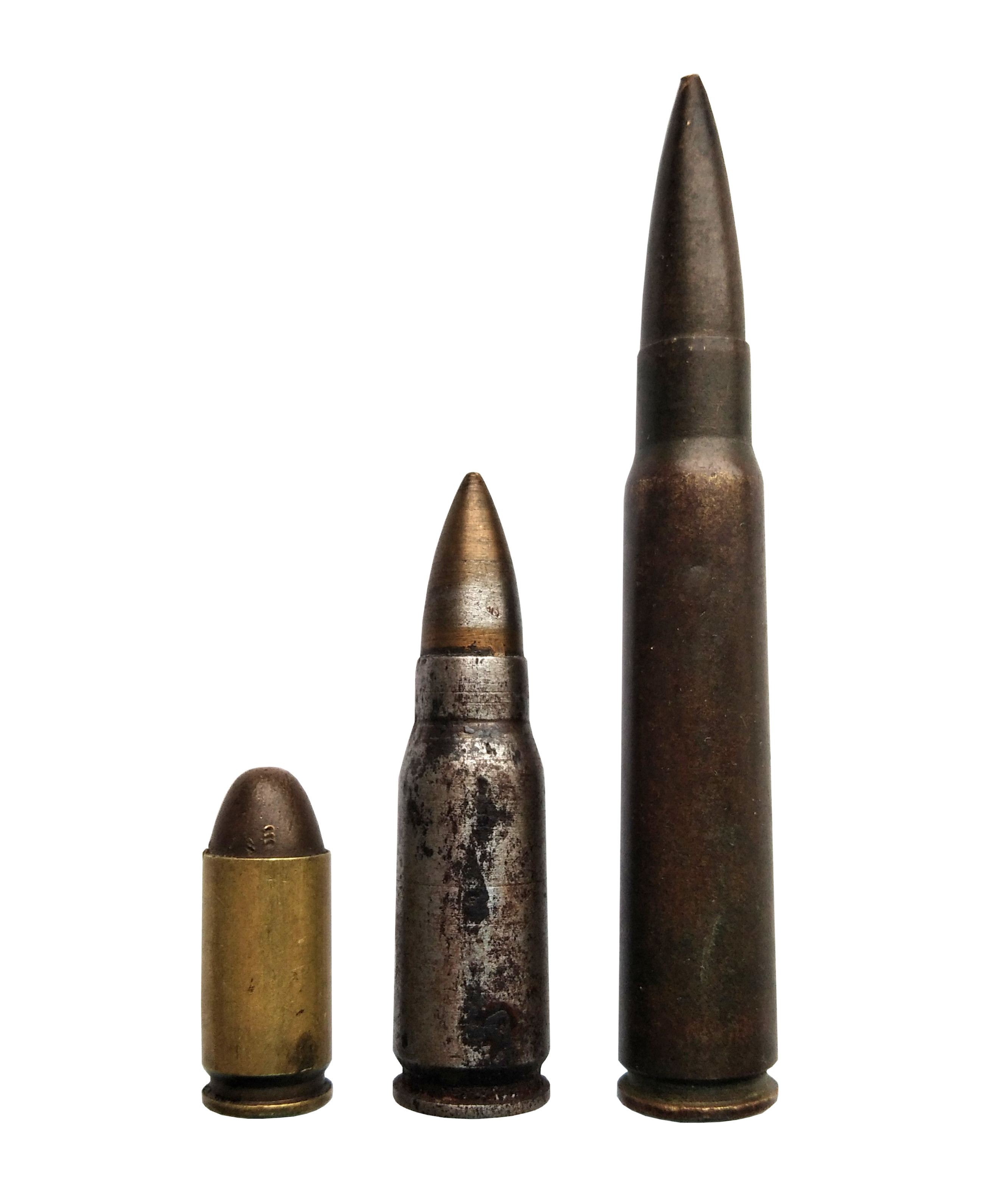
V. l. n. r.:
9 × 19 mm (Pistolenpatrone)
7,92 × 33 mm (Mittelpatrone)
7,92 × 57 mm (Gewehrpatrone)

Die neue Munition wurde entwickelt, um eine kleinere Patrone für Sturmgewehre zu erhalten. Die bisherige Standardmunition für Gewehre, 7,92 × 57 mm, wurde zwar bereits im Fallschirmjägergewehr 42 verwendet, erwies sich aber als zu stark, um in vollautomatischen Gewehren mit hoher Kadenz Verwendung zu finden. Solche Waffen sind aufgrund des Rückstoßes der genannten Patrone schwer zu kontrollieren. Die 9 × 19 mm wiederum war zu schwach, um eine effektive Reichweite zu erhalten.
Mit der neuen Mittelpatrone wurde gleichzeitig kriegswichtiges Material eingespart, zumal die ballistischen Möglichkeiten der längeren starken Standardpatrone 7,92 × 57 mm ohnehin vom Schützen selten ausgenutzt wurden.
Da Messing aufgrund seiner importlastigen Bestandteile in Deutschland als „Sparstoff“ galt, wurde die Hülse der 7,92 × 33 mm Kurz aus Stahl hergestellt. Da Stahl weniger elastisch als Messing ist, musste die Hülse in Form und Ausführung den physikalischen Gegebenheiten ihres Materials angepasst werden. So ist die Hülse stark konisch, um den Ausziehwiderstand aus dem Patronenlager zu verringern und damit die Zuverlässigkeit der verwendeten Waffen zu gewährleisten. Durch diese konische Verjüngung mussten die Patronen im Magazin zudem neu angeordnet werden, weshalb ein Kurvenmagazin entstand. Weiterhin sind die Kurzpatronen-Hülsen lackiert, um stahltypischen Rost zu vermeiden.
Mit dem Ende des Zweiten Weltkrieges wurde die Produktion der Munition in Deutschland zunächst eingestellt. Da aber das Sturmgewehr 44 von verschiedenen Armeen weiterverwendet wurde, ist die Produktion in einigen Ländern wieder aufgenommen worden. Derzeit wird die 7,92 × 33 mm noch bei der Prvi-Partizan-Fabrik in Užice, Serbien und von der Firma Graf & Sons Inc. in den USA hergestellt. Die SM Chemnitzer Sportwaffen- und Munitionsfabrik GmbH stellt die Patrone inzwischen nicht mehr her.

## Waffen
Die Munition wurde für ein völlig neu entwickeltes vollautomatisches Gewehr konzipiert. Zwei Waffen wurden konstruiert – der Maschinenkarabiner 42(H) von C. G. Haenel sowie der Maschinenkarabiner 42(W) von Walther. Die Waffe von Haenel erwies sich als die praxistauglichere von beiden. Weiter verbessert, entstand später das bekannte Sturmgewehr 44 daraus.
Das mit einem Rollenverschluss ausgestattete Sturmgewehr 45 – eine besonders in Bezug auf Fertigungszeit und Herstellungskosten optimierte spätere Alternative zum Sturmgewehr 44 – kam über eine Kleinstserie (30 Stück bis Mai 1945) nicht hinaus, bildete jedoch die Grundlage für Nachkriegswaffen von CETME und Heckler & Koch.
Darüber hinaus wurde die Munition ebenfalls im Volkssturmgewehr VG 1-5 sowie in einer Sonderfertigung des G43 mit eigenem Magazin verwendet.